# Karsten Bremke
Karsten Bremke (* 25. Juni 1971) ist ein ehemaliger deutscher Fußballspieler.

## Sportliche Laufbahn
Anfang der 1990er-Jahre absolvierte Bremke seine ersten Schritte im Männerfußball bei den Amateuren von Borussia Dortmund in der damals drittklassigen Oberliga. Innerhalb der Oberliga Westfalen wechselte er vom BVB im Sommer 1991 zum FC Gütersloh.
Später spielte Bremke für das Fußballteam der University of Massachusetts, bevor er sich im Februar 1996 dem Landesligisten Spvg Versmold anschloss. Im folgenden Sommer wechselte er zur SpVgg Fichte Bielefeld.
Ab 1997 hieß sein neuer Verein Arminia Bielefeld. Mit der Arminia spielte er in der Bundesliga und der 2. Bundesliga. Er bestritt dabei sechs Erst- und sieben Zweitligaspiele für die Elf von der Bielefelder Alm, ohne dabei einen Torerfolg verzeichnen zu können. Später spielte er noch für den VfB Fichte Bielefeld.